# Озолниекская волость
Озолниекская волость (латыш. Ozolnieku pagasts) — одна из семнадцати территориальных единиц Елгавского края Латвии. Граничит с Ценской и Валгундской волостями своего края и с  городом Елгава.
Вторая наименьшая по площади волость Латвии. Находится на правом берегу реки Иецава в пригородной зоне Елгавы.
Крупнейшими населёнными пунктами волости являются Озолниеки (волостной центр) и Айзупе.

## История
В 1935 году Озолниекская волость Елгавского уезда занимала площадь 110,78 км², с населением 2088 жителей. В 1945 году были созданы Озолниекский, Ценский и Далбский сельские советы.
После упразднения Озолниекской волости в 1949 году Озолниекский сельсовет был включён в состав Елгавского района. В 1954 году Озолниекский сельсовет был ликвидирован и его территория отошла к Валгундскому сельсовету.
В 1979 году Озолниекский сельсовет Елгавского района получил статус посёлка городского типа с присоединением к его границам части территории Валгундского и Ценского сельских советов.
В 1992 году Озолниеки утеряли городской статус и в дальнейшем были реорганизованы в волость. В 2003 году Озолниекская волость стала составной частью Озолниекского края.
В 2021 году в результате новой административно-территориальной реформы Озолниекский край был упразднён, Озолниекская волость была включена в Елгавский край.